# Acide gamma-hydroxybutyrique
GHB
Pour les articles homonymes, voir GHB (homonymie).
 (juillet 2023).
L'acide 4-hydroxybutanoïque ou γ-hydroxybutyrate (GHB), anciennement et uniquement dans le monde francophone, connu sous le nom abrégé de gamma-OH, est un psychotrope et très puissant dépresseur du système nerveux central, utilisé à des fins médicales ou à des fins détournées. Le GHB est une substance endogène, produite physiologiquement et naturellement dans le cerveau des mammifères et sa structure chimique est très proche du neurotransmetteur GABA.

## Historique
Le GHB est synthétisé pour la première fois en 1874 par le chimiste russe Aleksandr Mikhaïlovitch Zaïtsev mais ne rencontre aucune application scientifique ni pharmaceutique. Henri Laborit, au cours de ses études sur le neurotransmetteur GABA, le synthétise de nouveau en 1961.
Il est utilisé dans les années 1960 comme anesthésique hypnotique sous le nom de Gamma-OH qui était beaucoup utilisé en obstétrique du fait de sa toxicité cérébrale nulle pour l'enfant à naître. Il trouve rapidement une grande variété d'utilisations due à ses effets secondaires minimaux et son action de contrôle, la seule difficulté étant la marge étroite de son usage en sécurité. Actuellement, il n'est plus utilisé que par des services d'anesthésie-réanimation très spécialisés, en particulier dans le traitement des grands brûlés.

## Chimie

### Synthèse
La gamma-butyrolactone (GBL) est un précurseur synthétique du GHB. La mise en réaction de la GBL par une base, le plus souvent la soude (NaOH), la transforme en GHB qui est atoxique, car produit physiologiquement, contrairement à la GBL qui a quelques effets toxiques avec une activité pharmacologique peu, voire pas, modifiée.[réf. souhaitée]

### Synthèse endogène
Le GHB est synthétisé à partir de l'acide gamma-aminobutyrique (GABA) dans le cerveau des mammifères. Le GABA subit une première étape de transamination effectuée par la transaminase GABA-T pour produire du semialdéhyde succinique, celui-ci est ensuite réduit en GHB par la semialdéhyde succinique réductase. Le GHB est dosé dans le plasma en quantités micro-molaires.
Une autre voie de synthèse biochimique est celle partant du butane-1,4-diol qui par alcool déshydrogénase (ADH) forme le 4-hydroxybutanal (GHBAL), puis par aldehyde déshydrogénase (ALDH) sur ce dernier forme le GHB. Finalement, il y a aussi la γ-butyrolactone (GBL) qui se transforme in vivo en gamma-hydroxybutyrate (GHB) via une lactamase.

## Pharmacologie
Deux sites d'actions distincts ont été identifiés dans le système nerveux central : le récepteur GHB (GHB-R) identifié pour la première fois en 2003, et le récepteur GABAB responsable des effets sédatifs. Lorsque le GHB est administré par voie périphérique, il traverse rapidement la barrière hémato-encéphalique et modifie le système GHB endogène et donc le système GABAergique dans le cerveau.
Il inhibe temporairement la libération de dopamine dans le striatum.
Le GHB est un agoniste faible des récepteurs GABAB.
Il agit sur les endorphines ce qui lui donne des propriétés sédatives et anesthésiantes.
Le GHB agit notamment sur le septum et l'hippocampe par l'intermédiaire du locus cœruleus. Il gère pour une part les comportements d'alarme, de peur, d'anxiété et d'éveil. C'est également cette minuscule structure qui met l'ensemble des muscles du corps en état de profonde relaxation (et même de paralysie) pendant le rêve ou la paralysie du sommeil.
Que ce soit pour ses effets thérapeutiques ou récréatifs, l’induction d’un effet neuropharmacologique par le GHB nécessite l’absorption d’une grande quantité de cette substance (deux à trois grammes chez l'être humain).
Il peut être métabolisé en GABA et s'élimine sous forme de CO2.

## Usage médical

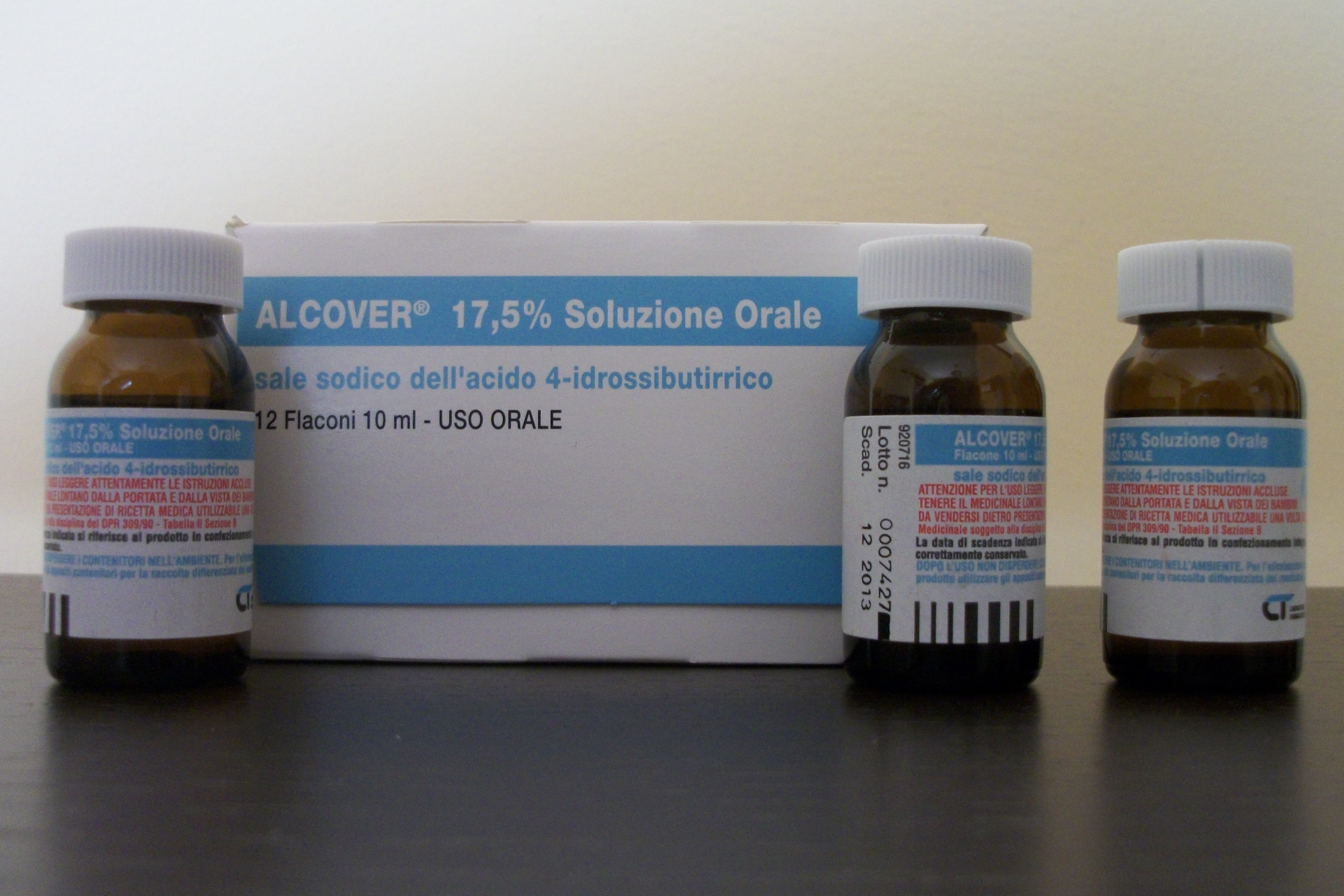
GHB pharmaceutique.

Le 4-hydroxy-butyrate de soude a été utilisé comme anesthésiant général et comme hypnotique dans le traitement de l'insomnie. Il est également utilisé en Europe et aux États-Unis pour le traitement de certains troubles du sommeil, et particulièrement pour diminuer les attaques de sommeil diurne et les épisodes de cataplexie chez les patients narcoleptiques,. Cette utilisation se fait sous le nom de marque Xyrem, gammaOH ou sous le nom d'oxybate de sodium.
Il est aussi utilisé en Italie (depuis 1991) et en Autriche (depuis 1999) dans le traitement de l'alcoolisme pour la prévention du syndrome de sevrage et au maintien de l'abstinence chez le sujet alcoolodépendant sous le nom d'Alcover, en solution liquide. En France, en 2013, il n'a pas encore cette AMM mais fait l'objet d'études.
Dans une publication de 2018, un groupe de chercheurs internationaux a considéré que le bénéfice risque de l’oxybate de sodium dans le maintien de l’abstinence avait un impact réel. Ils estiment également qu'il constitue une option thérapeutique prometteuse pour les patients les plus sévères, avec le potentiel d’apporter des bénéfices cliniques et de santé publique substantiels. En 2019, une méta-analyse de quarante études cliniques et des données de pharmacovigilance italienne et autrichienne, couvrant 260 000 patients traités avec Alcover, montre que l’oxybate de sodium dans le traitement de l’alcoolo-dépendance est bien toléré et qu’aucun problème de sécurité n’a été reporté.
En 2023, son efficacité dans le maintien de l’abstinence est confirmée par une thèse universitaire réalisée à la faculté de médecine de l’université d’Amsterdam. Cette thèse présente des résultats d’essais cliniques, notamment une phase 3, et de méta-analyses démontrant une efficacité cliniquement pertinente de l’oxybate de sodium dans le maintien de l’abstinence, notamment chez les patients sévères.
L'oxybate de sodium a été approuvé par la Food and Drug Administration aux États-Unis pour traiter les symptômes de la narcolepsie en 2002, avec un programme strict d'évaluation et de stratégie d'atténuation des risques (REMS) mandaté par la FDA. Il fait aussi l'objet d'études cliniques pour le traitement d’autres assuétudes et pharmacodépendances (toxicomanies), pour la réduction des symptômes chez le patient atteint de fibromyalgie, ainsi que pour aider à l'accouchement.
Enfin, il est aussi utilisable dans les hyperkaliémies sévères en milieu réanimatoire notamment.

## Usage détourné
Comme drogue, il est utilisé le plus souvent sous la forme d'un sel chimique (Na-GHB ou K-GHB) et il est vendu la plupart du temps sous forme liquide mais aussi parfois sous forme de poudre.
Ses usages détournés sont :
- drogue récréative : à faible dose, le GHB induit un état de désinhibition et d'euphorie proche de l'ivresse. On le désigne donc parfois par le terme apparemment mal approprié d'« ecstasy liquide »[22],[23] ;
- certains culturistes apprécient le GHB comme complément alimentaire stimulant l'hormone de croissance [réf. nécessaire] ;
- chemsex : certaines personnes l'apprécient parce qu'il possède des qualités myorelaxantes (relâchement des sphincters) [réf. nécessaire] ;
- soumission chimique : surnommé « drogue du viol » ou « drogue du violeur »[24],[25],[26], le GHB est également utilisé à des fins criminelles. Ses effets sédatifs augmentent lorsque le GHB est mélangé à de l'alcool[27], c'est pourquoi sa présence est parfois attestée lors d'évènements festifs. Le mélange de GHB et d'alcool plonge le plus souvent la victime dans une profonde inconscience et provoque à plus long terme une amnésie. Cet état n'est cependant pas immédiat car il peut être précédé d'un coma, de vertiges, de nausées, de vomissements, de convulsions, etc.[22].

Il ne doit pas être accompagné d'alcool, de benzodiazépines ou de barbituriques, car ils amplifieraient les effets dépresseurs du système nerveux central produits par le GHB. Toutes ces drogues agissent au niveau du même récepteur membranaire neuronal, le récepteur GABAA et ont un effet synergique induisant une activité neuronale caractéristique des phases de sommeil.

### Effets et conséquences

#### Effets recherchés
- Relaxation musculaire (effet myorelaxant) et sensation de chaleur.
- Désinhibition.
- Euphorie.
- Sensation de flottement, de quiétude et d'apaisement.
- Diminution de l'anxiété.
- Légère altération de la perception de l'environnement (adoucissement et embellissement).
- Exacerbation de la sensibilité (libido, érotisme, tactilité).
- Exacerbation du sentiment d'empathie (effet empathogène).

#### Effets à court terme
- Ralentissement de la fréquence cardiaque (possible bradycardie) et respiratoire[28].
- Hypotension artérielle[28].
- Somnolence relative à la dose ingérée (effet hypnotique).
- Production d'hormones de croissance.
- Perte de coordination et de l'équilibre[8].
- Vertiges, maux de tête (surdose).
- Nausées, vomissements (surdose)[28].
- Amnésie (surdose)[28].
- Perte de connaissance et/ou de conscience (G-Hole), évanouissement ou coma (surdose)[28].

#### Effets à long terme
L'utilisation excessive et prolongée conduit à la tolérance et à la dépendance physique.
Les symptômes de sevrage sont brusques et comprennent l'anxiété, l'insomnie, les tremblements, l'irritabilité, la sensibilité aux stimuli externes (bruit, lumière, toucher), la tachycardie et les crampes musculaires. Ces symptômes de sevrage apparaissent de une à six heures après la dernière prise et disparaîtront après deux à vingt-et-un jours en fonction de la dépendance.

#### Surdose
En cas de surdosage, le GHB peut provoquer des dépressions respiratoires potentiellement mortelles, mais la majorité des décès liés au GHB (environ 70%) sont dus à des mélanges avec d'autres dépresseurs et notamment avec l'alcool, mélange fréquemment rencontré dans le cas où le GHB est utilisé comme drogue récréative. Les effets du GHB et de l'alcool font plus que s'additionner : ils agissent en synergie au niveau des récepteurs GABAB. Cette synergie est une allostérie, la présence de l'un des composés augmente la fixation et donc l'effet de l'autre. Tout se passe comme s'il fallait moins de GHB pour obtenir les mêmes effets. La stimulation des récepteurs GABAB a un effet inhibiteur sur le système nerveux central qui se traduit par un ralentissement cardio-respiratoire. C'est ce mécanisme qui, dans les cas les plus graves peut provoquer la mort par dépression respiratoire.
Il a été classé en 1999, sur la liste I des substances vénéneuses pour la forme injectable réservée à l’usage hospitalier, et sur la liste des stupéfiants pour les formes orales, ce qui a poussé certains utilisateurs à se tourner vers un de ses précurseurs chimiques, non classé, la gamma-butyrolactone (GBL), rarement a priori comme « drogue du viol » mais plutôt à but récréatif, avec des cas d'intoxications avérées et des risques de décès. La médecine légale peut faire la preuve de son usage par dosage de la molécule dans l'urine ou le sang (chromatographie en phase gazeuse-spectrométrie de masse (CPG-SM), voire par l'analyse de phanères (ongles, cheveux, poils pubiens). Des taux de 285 et 815 mg/L ont été associés à plusieurs cas d'intoxications mortelles.
La DL50 du GHB chez le rat est entre 1 100 mg/kg et 2 000 mg/kg, ce qui rapporté à l'être humain en fait une drogue peu toxique. Encore une fois, les effets de l'alcool et du GHB étant synergiques, la combinaison des deux diminue fortement cette DL50, rendant de facto le GHB bien plus toxique. On rencontre ce même type de synergie entre les benzodiazépines et l'alcool, tous deux se liant au même récepteur.

#### Statistique
En 2006, en France, on estime que sur 120 des derniers viols commis avant le 19 août 2006, 6 l'ont été sous l'emprise du GHB.
Toutefois, une enquête  de 2019 de l’Agence nationale de sécurité du médicament et des produits de santé indique que sur 574 cas de victimes d’utilisation de substance pour induire une soumission chimique, seul un était lié au GHB. Dans la majorité des cas, il s’agissait de médicaments (antihistaminique, neuroleptique ou benzodiazepine) et de MDMA. Selon le procureur de la République de Besançon  : « on ne dit pas qu’il n’y a pas de GHB, on sait qu’il peut circuler mais une psychose s’est installée ». Il évoque plutôt « une problématique préoccupante d’alcoolisation massive avec des mélanges d’alcools forts qui peuvent mener à des pertes de connaissance pouvant être assimilé à du GHB ».

## Trafic et production
Jusqu'en 1998, il était relativement disponible sur Internet.
Selon l'OICS dans son rapport du 1er mars 2006, comme pour la plupart des « drogues de synthèse », la production s'effectue près des lieux de consommation grâce à la mise en œuvre de laboratoires clandestins mobiles.
Sous sa forme artisanale, il peut avoir un goût salé.

## Législation
Il est répertorié par la convention sur les substances psychotropes de 1971.
Le décès de Samantha Reid (en), une adolescente américaine, a été le point de départ à la classification du GHB comme stupéfiant.
- En France, le GHB a été classé comme stupéfiant en 1999, à l'exception des préparations injectables destinées aux usages médicaux et vétérinaires, qui sont sur la liste I des substances vénéneuses[38].
- Aux États-Unis, il est interdit de vente au public en 2000. Mais il est prescrit depuis 2002 dans le traitement de la narcolepsie accompagnée d’accès de cataplexie.
- Au Canada, le GHB est inscrit à l'annexe III de la Loi réglementant certaines drogues et autres substances. La simple possession, la possession en vue d'en faire le trafic, la production, l'exportation, ainsi que l'importation sont illégales.
- En Suisse, le GHB a été introduit dans la loi fédérale sur les stupéfiants et les substances psychotropes en 2002 après approbation de la convention sur les substances psychotropes de 1971 en 1995.

## Molécules voisines
Après son interdiction, des substances analogues et qui se transforment une fois ingérées en GHB, telles que la γ-butyrolactone (GBL) et le butane-1,4-diol, sont devenues plus disponibles. Ces deux substances sont ensuite devenues illégales en France en 2011.